# Oiselay-et-Grachaux
Oiselay-et-Grachaux ist eine Gemeinde im französischen Département Haute-Saône in der Region Bourgogne-Franche-Comté.

## Geographie
Oiselay-et-Grachaux liegt auf einer Höhe von 351 m über dem Meeresspiegel, etwa 21 Kilometer nordnordwestlich der Stadt Besançon (Luftlinie). Das Dorf erstreckt sich im Süden des Departements, nördlich des Tals des Ognon auf einem Sattel zwischen den Hochflächen der Monts de Gy und dem separat stehenden Burghügel.
Die Fläche des 22,99 km² großen Gemeindegebiets umfasst einen Abschnitt der gewellten Landschaft zwischen den Flusstälern von Ognon im Süden und Saône im Nordwesten. Der zentrale Teil des Gebietes wird von zwei Senken eingenommen, die durch den Höhenrücken mit dem aufgesetzten Burghügel, einer 428 m hohen kegelförmigen Erhebung, voneinander getrennt sind. Im Osten befindet sich die breite Talmulde von Hauterive, die topographisch zum Einzugsgebiet des Ruisseau de la Douain (rechter Zufluss des Ognon) gehört. Westlich des Dorfes dehnt sich die Senke von Oiselay aus, die sich zur Saôneebene hin öffnet. Es gibt hier keine oberirdischen Fließgewässer, weil das Niederschlagswasser im verkarsteten Untergrund versickert. Das Gelände wird überwiegend durch Acker- und Wiesland genutzt.
Die Senke von Oiselay wird im Westen von langgezogenen Höhenrücken des Bois de Grachaux und des Bois du Vermot flankiert. Auf dem Bois de Grachaux wird mit 432 m die höchste Erhebung von Oiselay-et-Grachaux erreicht. Ganz im Nordwesten reicht der Gemeindeboden im Bereich von Grachaux bis an den Rand der Saôneebene. Nach Südwesten erstreckt sich das Gemeindeareal über eine Geländestufe auf die Hochfläche der Monts de Gy (bis 405 m). Diese Hochfläche ist vorwiegend waldbedeckt (Bois de l’Échelotte) und wird am Rand durch verschiedene kurze Erosionsrinnen untergliedert.
In geologischer Hinsicht ist das Gebiet von Oiselay-et-Grachaux kompliziert aufgebaut. Es wird durch zahlreiche parallel verlaufende Verwerfungen unterteilt, so dass Ablagerungen teils aus dem Tertiär, teils aus der oberen und mittleren Jurazeit anstehend sind. Harte Kalkschichten wechseln sich mit weichen sandig-mergeligen und tonigen Sedimenten ab.
Die Gemeinde besteht aus dem Dorf Oiselay (351 m) und dem Weiler Grachaux (320 m) auf einer Geländeterrasse am Westhang des Bois de Grachaux am Rand der Saôneebene. Nachbargemeinden von Oiselay-et-Grachaux sind Frasne-le-Château und Fretigney-et-Velloreille im Norden, Cordonnet im Osten, Bonnevent-Velloreille und Montboillon im Süden sowie Bucey-lès-Gy, Velleclaire und Villers-Chemin-et-Mont-lès-Étrelles im Westen.

## Geschichte
Die frühesten Zeugnisse der Anwesenheit des Menschen auf dem Gemeindeboden von Oiselay-et-Grachaux stammen aus dem Neolithikum. In gallorömischer Zeit wurde das Gebiet vom Verkehrsweg, der von Besançon nach Langres führte, durchquert. Im Mittelalter gehörte Oiselay zur Freigrafschaft Burgund und darin zum Gebiet des Bailliage d’Amont. Es war Sitz einer bedeutenden Adelsfamilie, welche die lokale Herrschaft über das Dorf und das nähere Umland ausübte und erst im Jahr 1652 erlosch. Seit 1213 bildete Oiselay den Mittelpunkt einer Propstei. Zusammen mit der Franche-Comté gelangte das Dorf mit dem Frieden von Nimwegen 1678 definitiv an Frankreich.
Im Jahr 1807 fusionierten die beiden Gemeinden Oiselay und Grachaux (1806: 64 Einwohner) zur neuen Gemeinde Oiselay-et-Grachaux. Heute ist die Gemeinde Mitglied des 33 Ortschaften umfassenden Gemeindeverbandes Communauté de communes du Pays Riolais.

## Sehenswürdigkeiten
Die Dorfkirche von Oiselay wurde um 1705 neu errichtet. Sie besitzt eine reiche Ausstattung, darunter Altäre aus dem 17. und 18. Jahrhundert und Grabplatten.
Das Lavoir, das früher als Brunnen, Waschhaus und Viehtränke diente, wurde 1831 nach Plänen des Architekten Cornuty erbaut. Sein Dach wird von zwölf Säulen getragen.
Auf dem Burghügel befinden sich die Ruinen des Herrschaftssitzes der Familie von Oiselay.

## Bevölkerung
| Einwohner                  | 319 | 332 | 326 | 362 | 371 | 381 |
| Quellen: Cassini und INSEE |     |     |     |     |     |     |

Mit 433 Einwohnern (1. Januar 2022) gehört Oiselay-et-Grachaux zu den kleinen Gemeinden des Département Haute-Saône. Nachdem die Einwohnerzahl in der ersten Hälfte des 20. Jahrhunderts deutlich abgenommen hatte (1891 wurden noch 610 Personen gezählt), wurde seit Mitte der 1970er Jahre wieder ein leichtes Bevölkerungswachstum verzeichnet.

## Wirtschaft und Infrastruktur
Oiselay-et-Grachaux war bis weit ins 20. Jahrhundert hinein ein vorwiegend durch die Landwirtschaft (Ackerbau, Obstbau und Viehzucht) und die Forstwirtschaft geprägtes Dorf. Heute gibt es einige Betriebe des lokalen Kleingewerbes, vor allem im Bereich der Feinmechanik. In den letzten Jahrzehnten hat sich das Dorf zu einer Wohngemeinde gewandelt. Viele Erwerbstätige sind deshalb Wegpendler, die in den größeren Ortschaften der Umgebung und in der Agglomeration Besançon ihrer Arbeit nachgehen.
Die Ortschaft liegt abseits der größeren Durchgangsachsen an einer Departementsstraße, die von Étuz nach Fretigney-et-Velloreille führt. Der nächste Anschluss an die Autobahn A36 befindet sich in einer Entfernung von ungefähr 20 km. Weitere Straßenverbindungen bestehen mit Seveux, Rioz und Cordonnet.